# 샤를앙드레 반 로

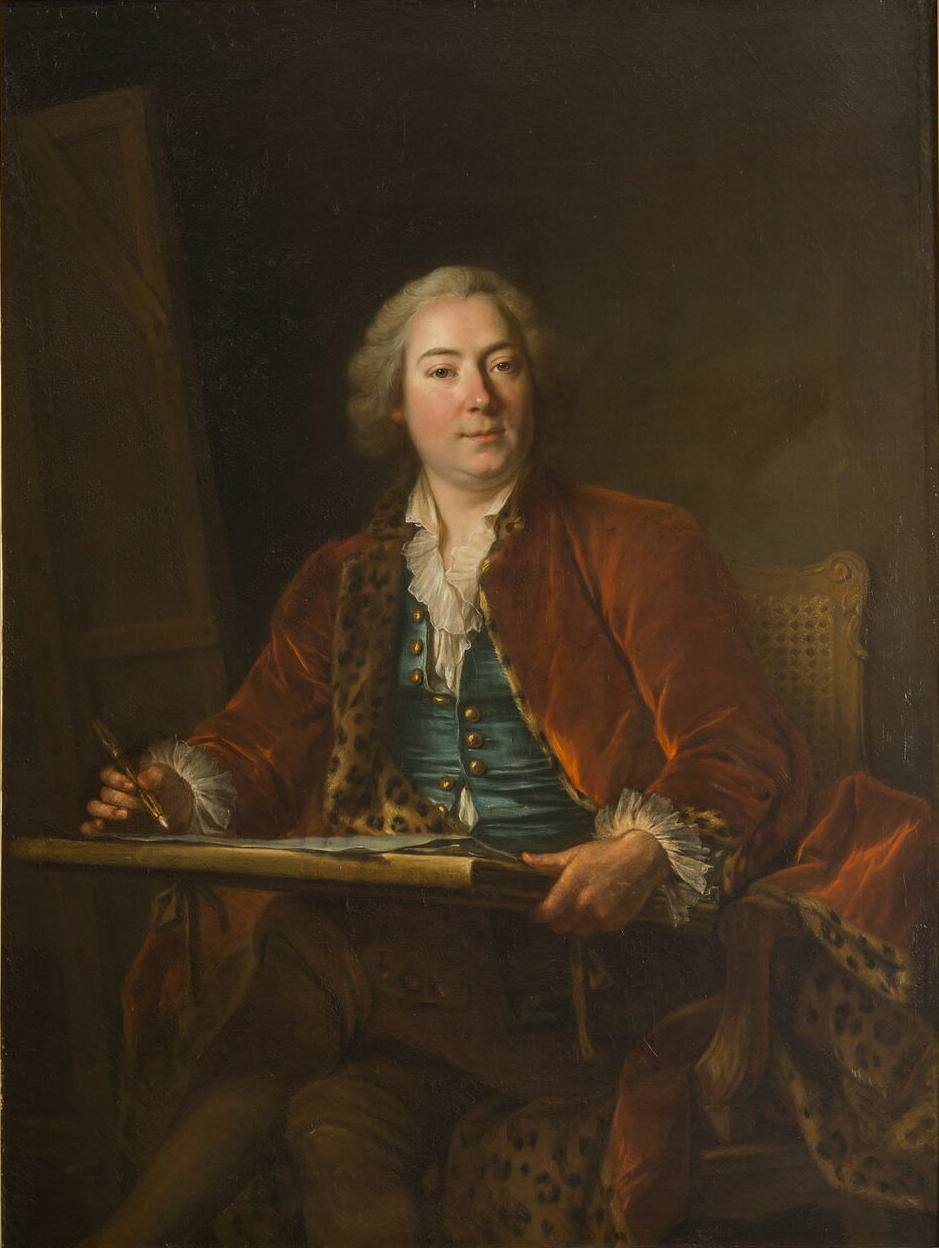
Pierre Le Sueur가 그린 샤를앙드레 반 로의 초상화, 1747년, 베르사유궁 소장

샤를앙드레 반 로(프랑스어: Charles-André van Loo, 1705년 2월 15일~1765년 7월 15일) 또는 카를 반 로(Carle van Loo)는 프랑스의 화가로, 화가 루이아브라암 반 로의 아들이며, 장바티스트 반 로의 남동생이자 자코브 반 로의 손자이다. 샤를앙드레 반 로는 네덜란드 출신의 성공적인 화가 가문의 가장 유명한 인물이었다. 그는 종교화, 역사화, 신화화, 초상화, 우화, 풍속화 등 다양한 장르의 작품을 남겼다.

## 생애
샤를앙드레 반 로는 1705년 당시 사보이아 공국의 일부였던 니스에서 태어났다. 반 로는 그의 형 장바티스트 반 로를 따라 이탈리아 토리노로 떠났고, 이후 1712년에는 로마로 가서 베네데토 루티와 조각가 피에르 르 그로 밑에서 미술을 배웠다. 1723년 이탈리아를 떠난 후 파리에서 일하며 왕립 아카데미에서 공부했는데, 1723년 그곳에서 그림 부문 1등상을 받았고 1727년에는 역사화 부문에서 1등상을 받았다. 후에 그의 라이벌이 되는 프랑수아 부셰 역시 반 로와 같은 경력을 쌓았다. 1724년에 반 로는 로마 대상을 수상했다.
1727년 토리노를 다시 방문한 반 로는 사르데냐 왕국의 비토리오 아메데오 2세 국왕에게 고용되어 토르콰토 타소를 묘사한 일련의 그림을 그렸다. 1734년에 그는 파리에 정착했고 1735년에 왕립 회화 조각 아카데미의 회원이 되었고 빠르게 승진하여 1763년 6월에는 아카데미의 원장으로 선출 되었다. 퐁파두르 부인과 프랑스 궁정은 반 로를 후원했다. 1751년 그는 생 미셸 기사단 훈장을 받았으며 1762년 6월 루이 15세의 초대 화가로 임명되었다. 그는 궁정 화가로서 큰 성공을 했으며 그의 초상화와 역사화 역시 유럽 전역에서 엄청난 성공을 거두었다. 그는 1765년 7월 15일 파리에서 사망했다.

## 작품

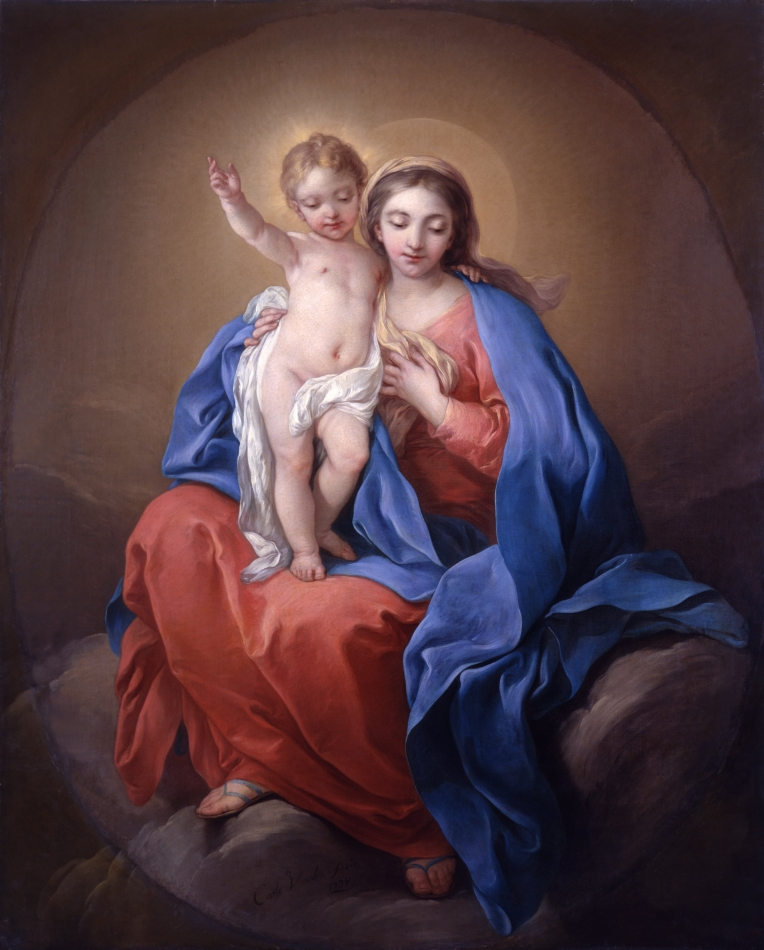
《축복하는 마리아와 아기 예수》(La Vierge et l'enfant bénissant), 1738년

그는 위대한 이탈리아 거장들의 연구를 통해 얻은 단순한 스타일과 정확한 디자인을 통해 현대 프랑스 학교를 정제하는 데 많은 공헌을 했다. 그러나 후에 그의 작품에 쏟아진 찬사는 지금은 부당하고 과도하다고 여겨진다. 그는 개인 후원가와 궁정인, 고블랭 공장, 교회 구성원 등 많은 이들에게 후원을 받았다. 그 후 몇 세기에 걸쳐 반 로의 명성은 곤두박질쳤지만, 그의 실력은 여전히 훌륭하다고 평가 되며, 그의 작품의 질과 다양성은 존경을 받고 있다. 그의 《성모 마리아의 결혼》은 루브르 박물관에 소장되어 있다.

### 그림

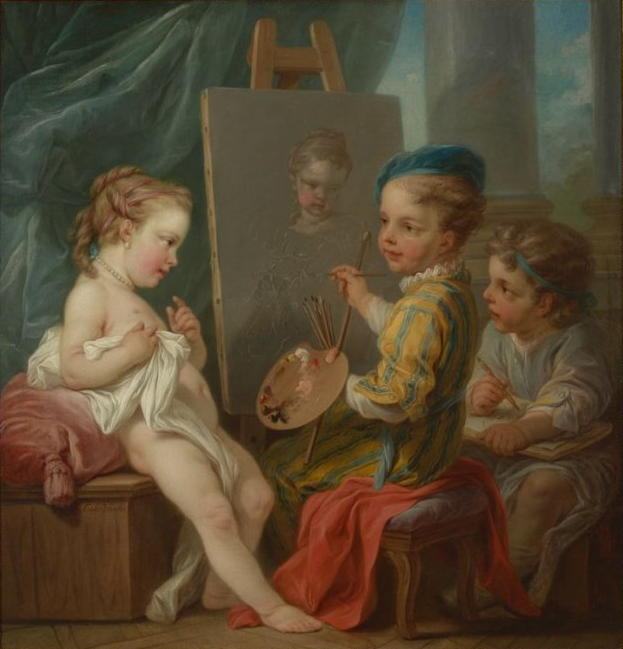
《회화》, 1752년~1753년
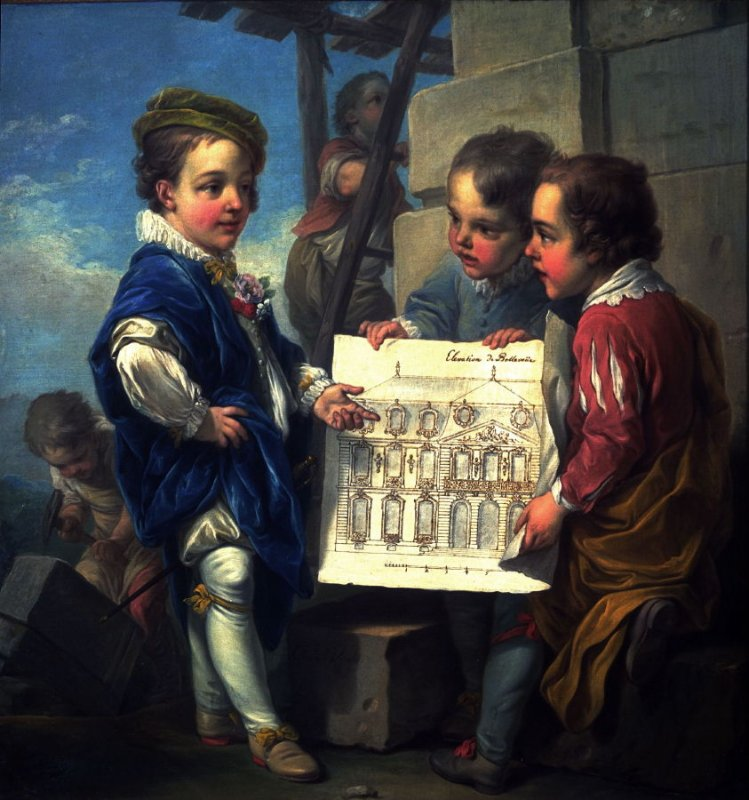
《건축》, 1752년~1753년
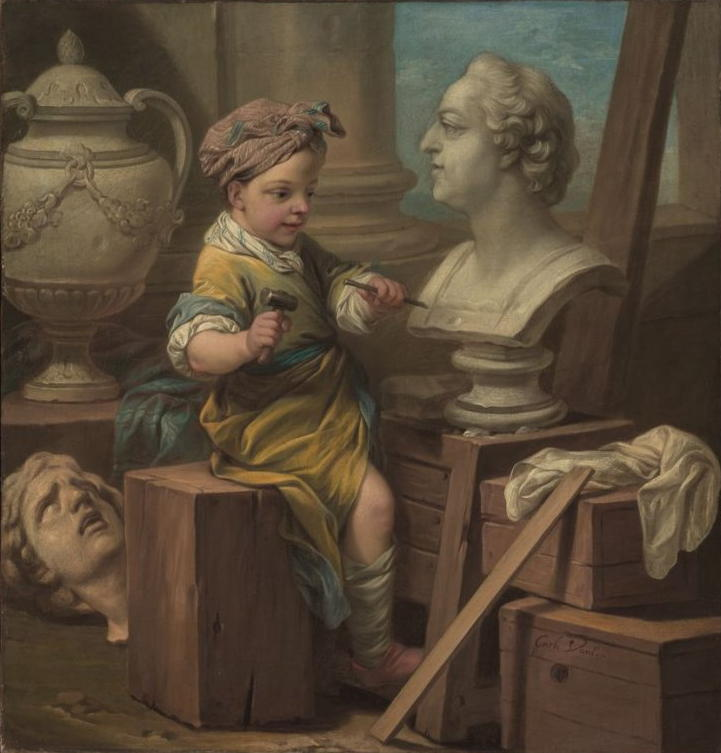
《조소》, 1752년~1753년
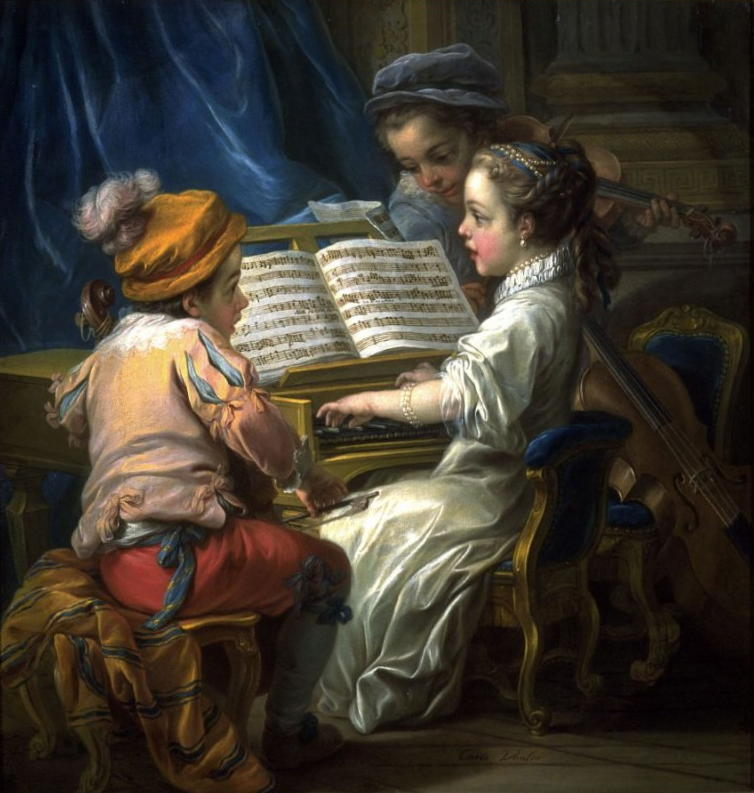
《음악》, 1752년~1753년
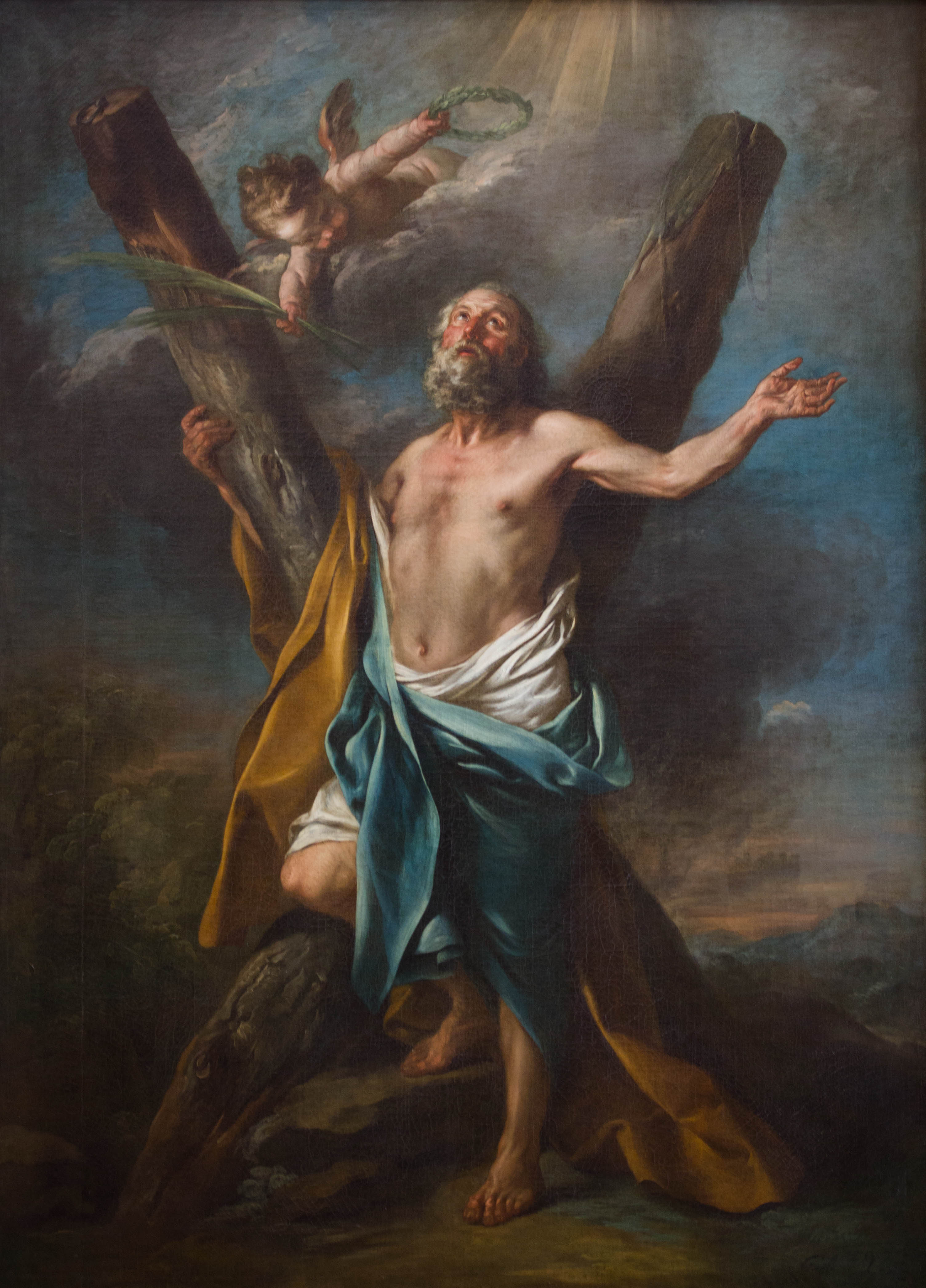
《사도 안드레아》
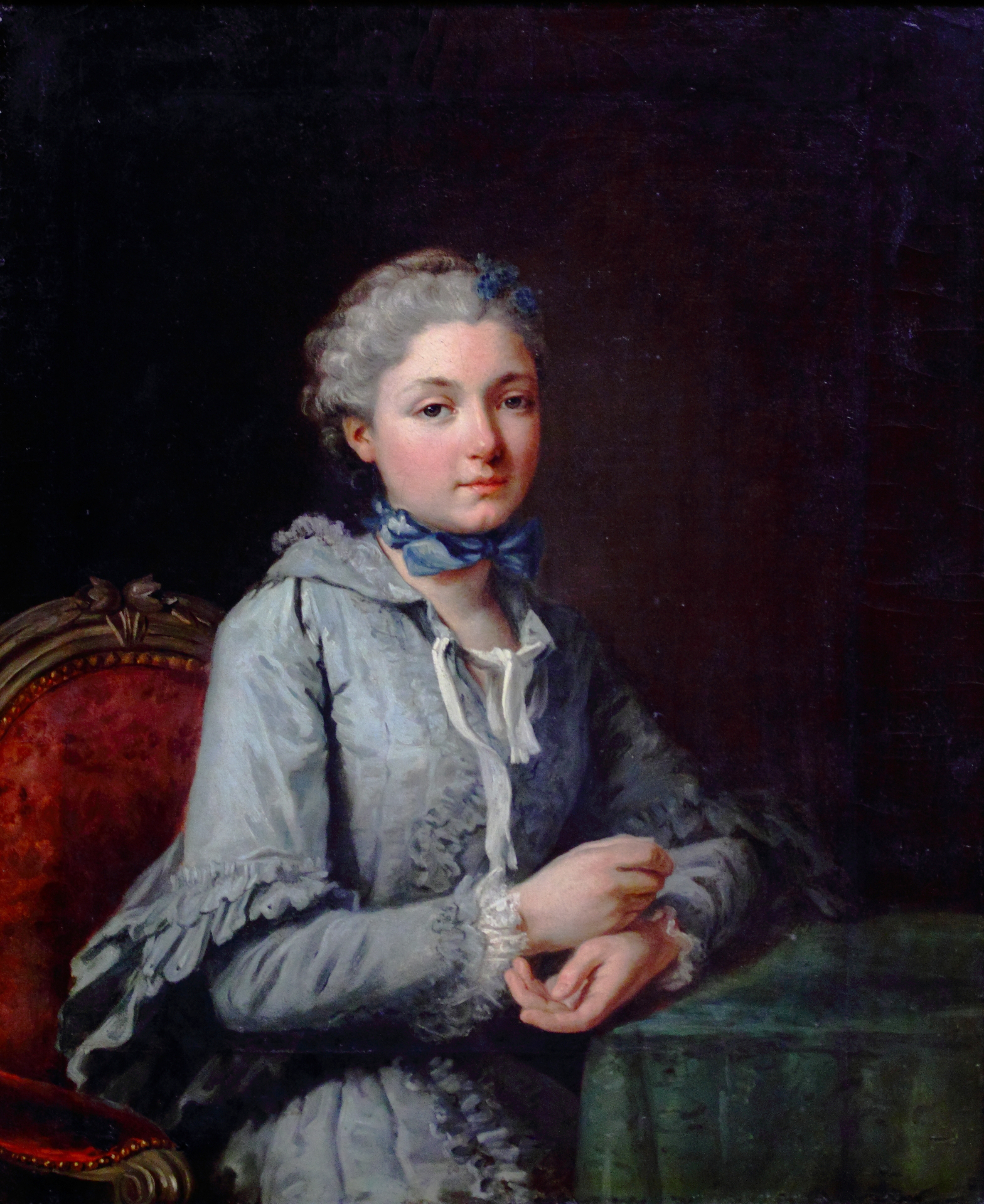
《Innocente Guillemette de Rosnyvinen de Pire의 초상》, 1762년
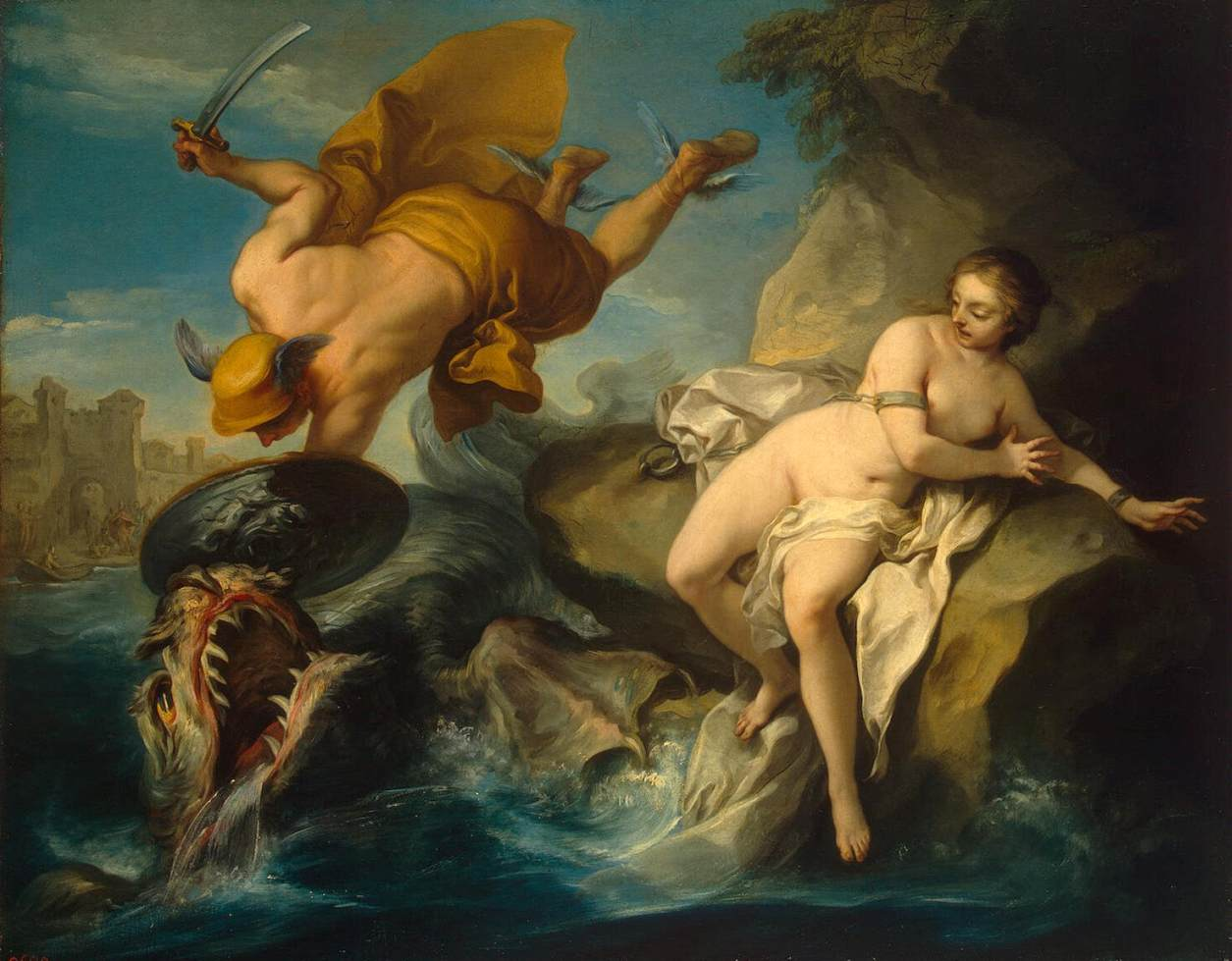
《페르세우스와 안드로메다》
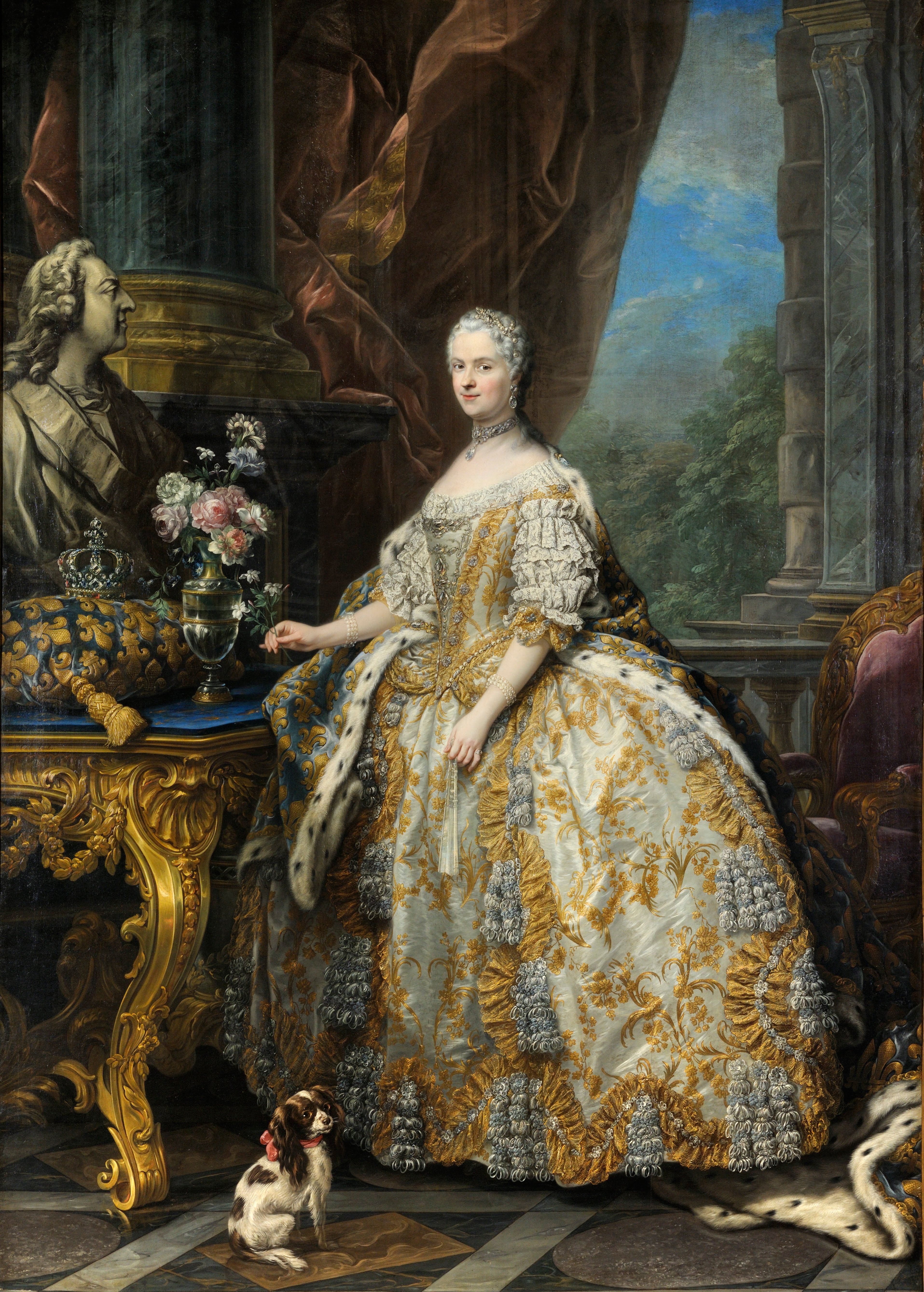
《프랑스 여왕, 마리아 레슈친스카(1703~1768)》, 1747년, 베르사유궁
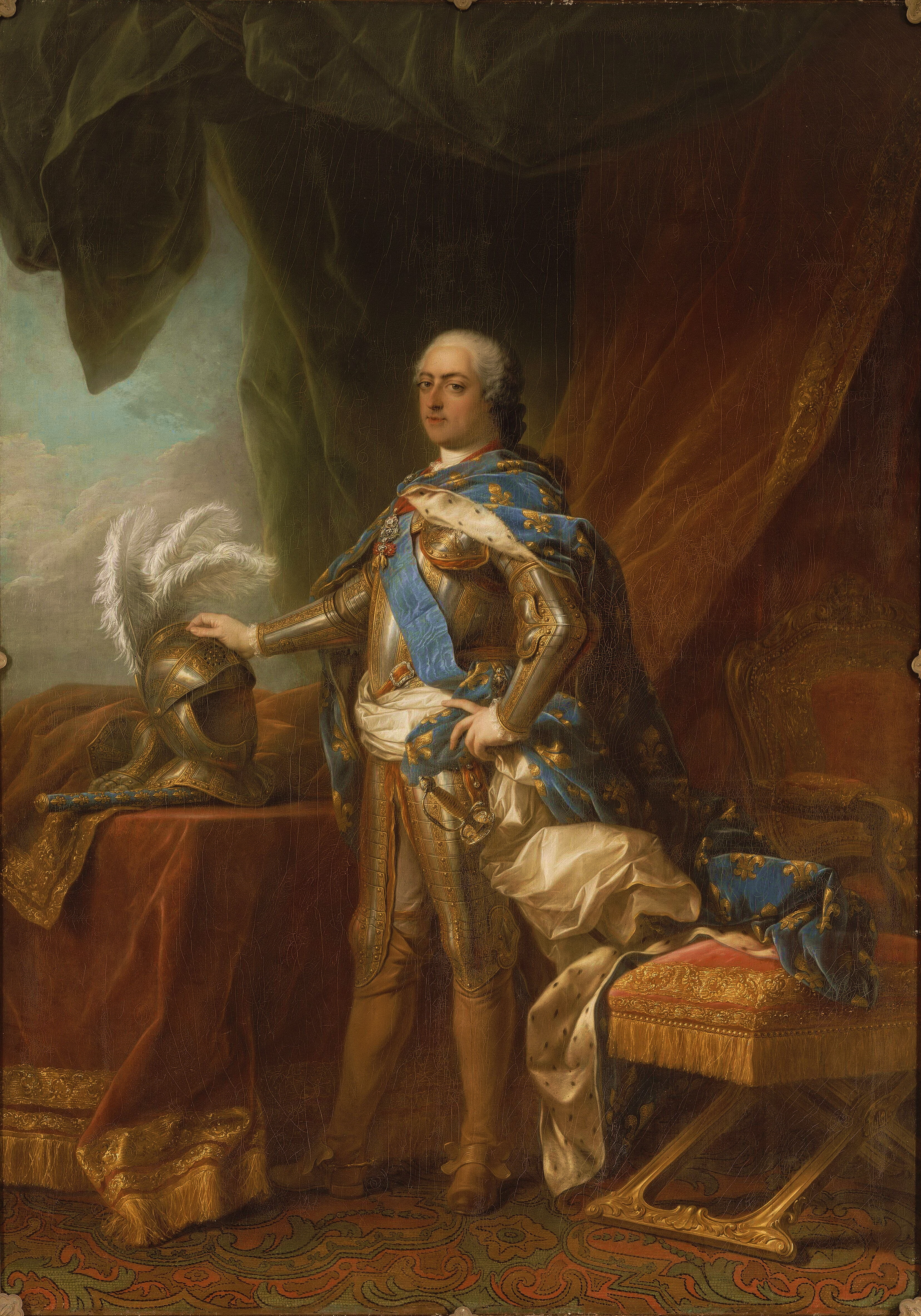
《루이 15세》, 베르사유궁
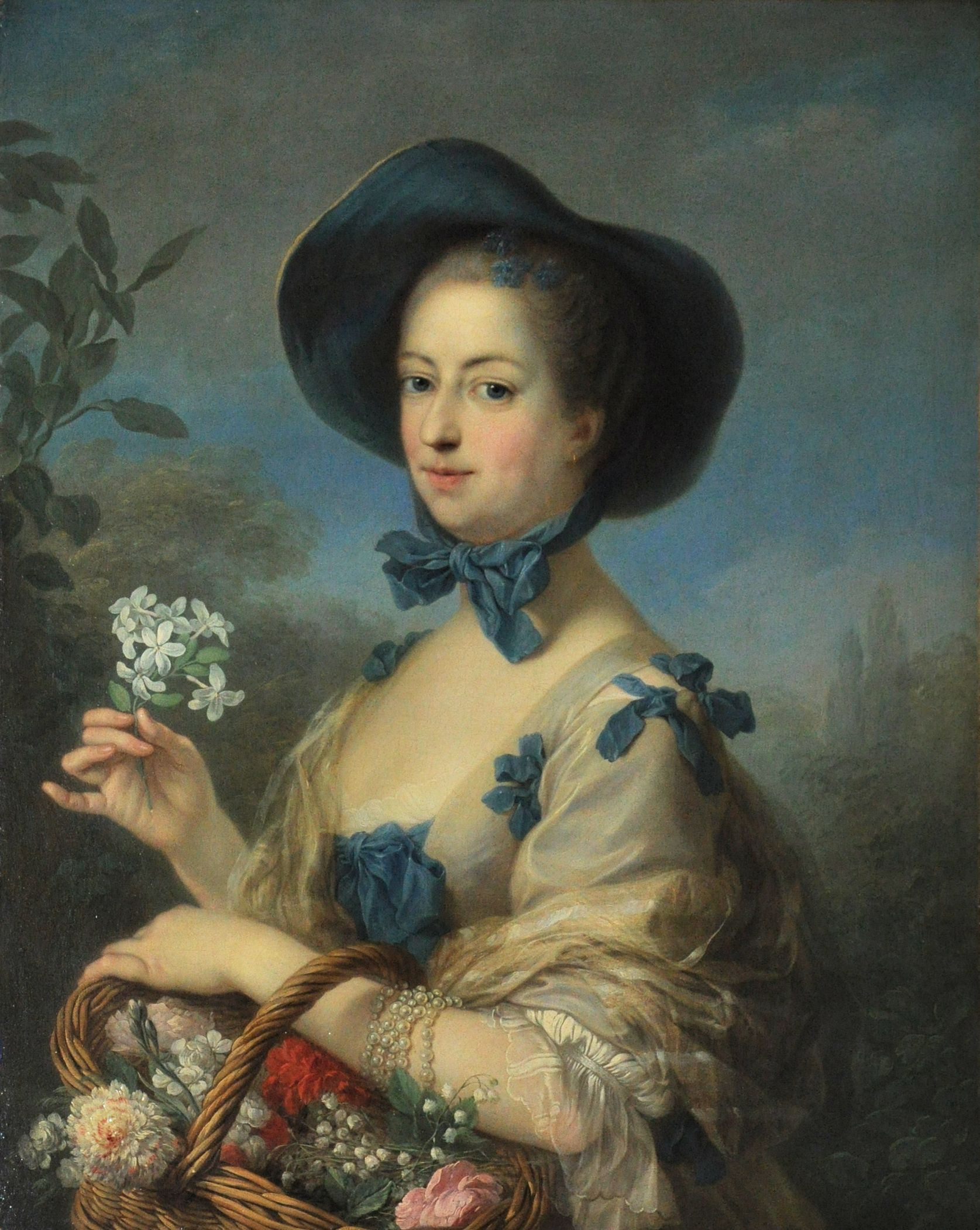
《퐁파두르 후작부인》, 1754년~1755년, 프티 트리아농
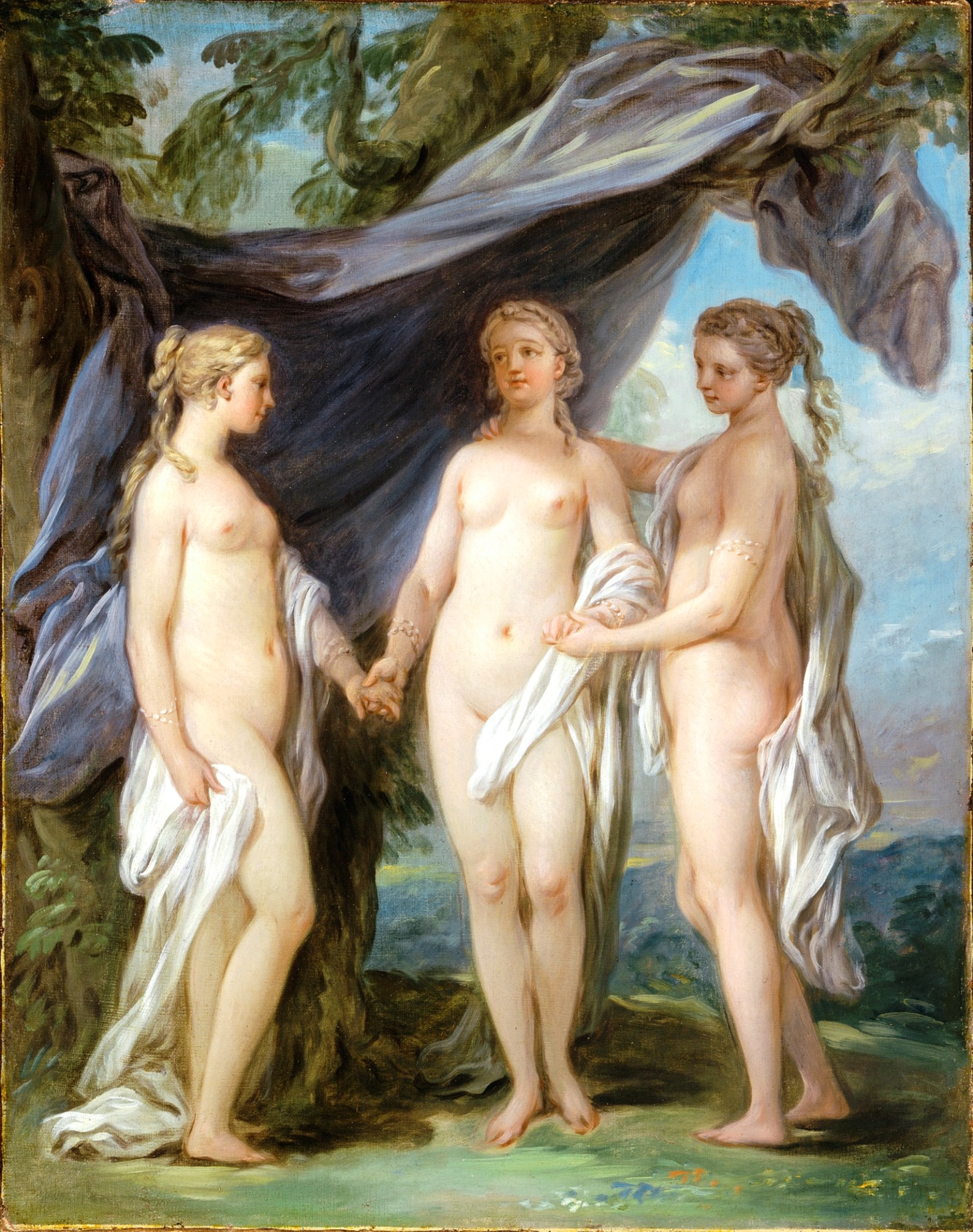
《삼미신》, 1763년, 로스앤젤레스 카운티 미술관
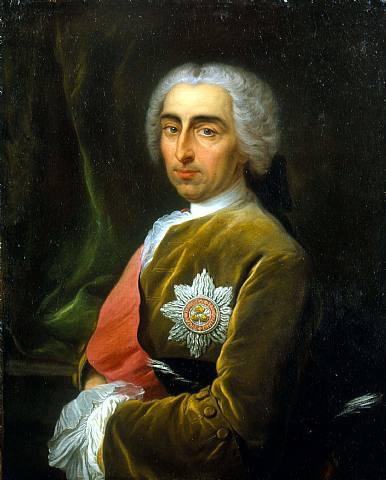
《윌리엄 1세 베이트먼 자작의 초상화》
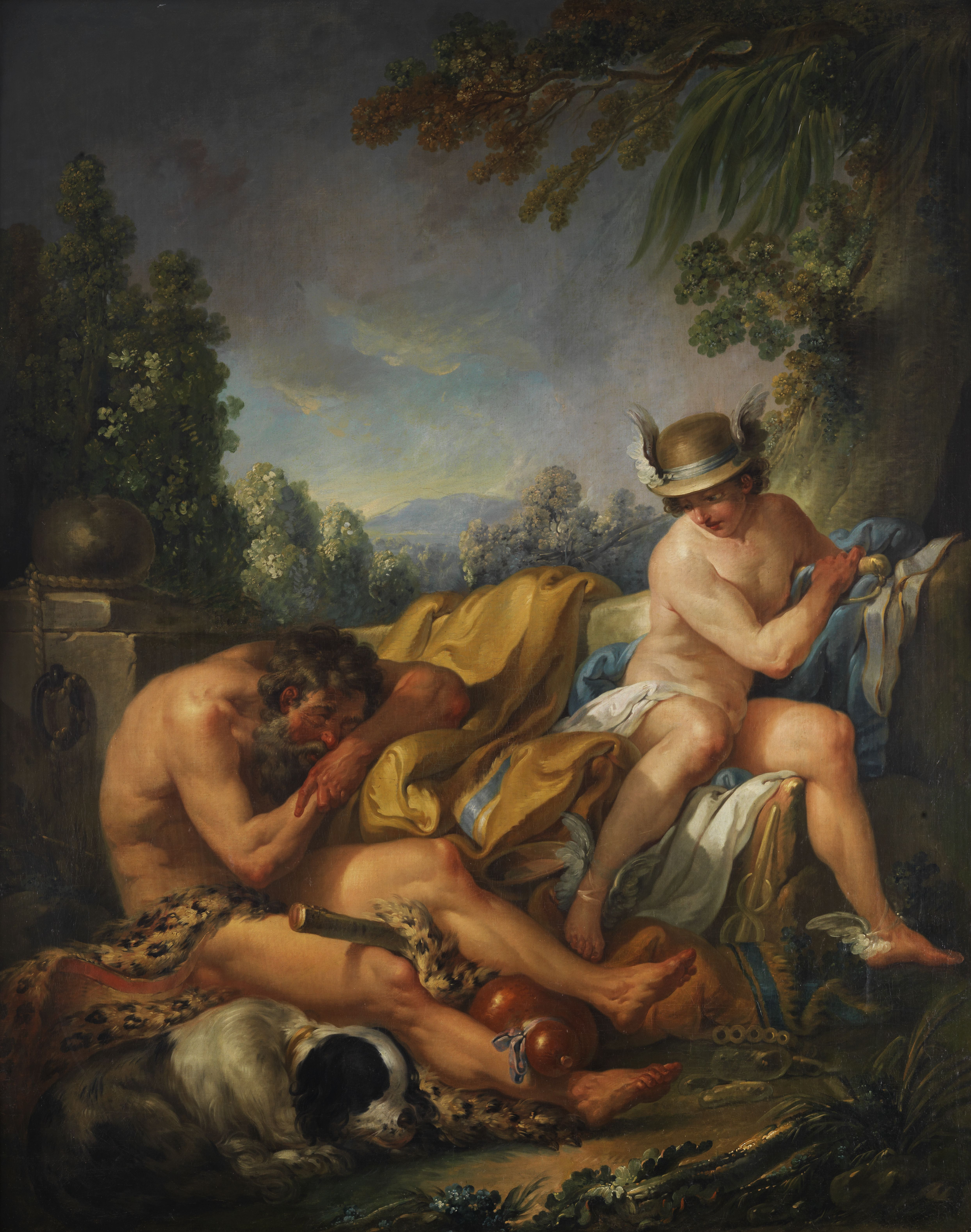
《머큐리와 아르고스》
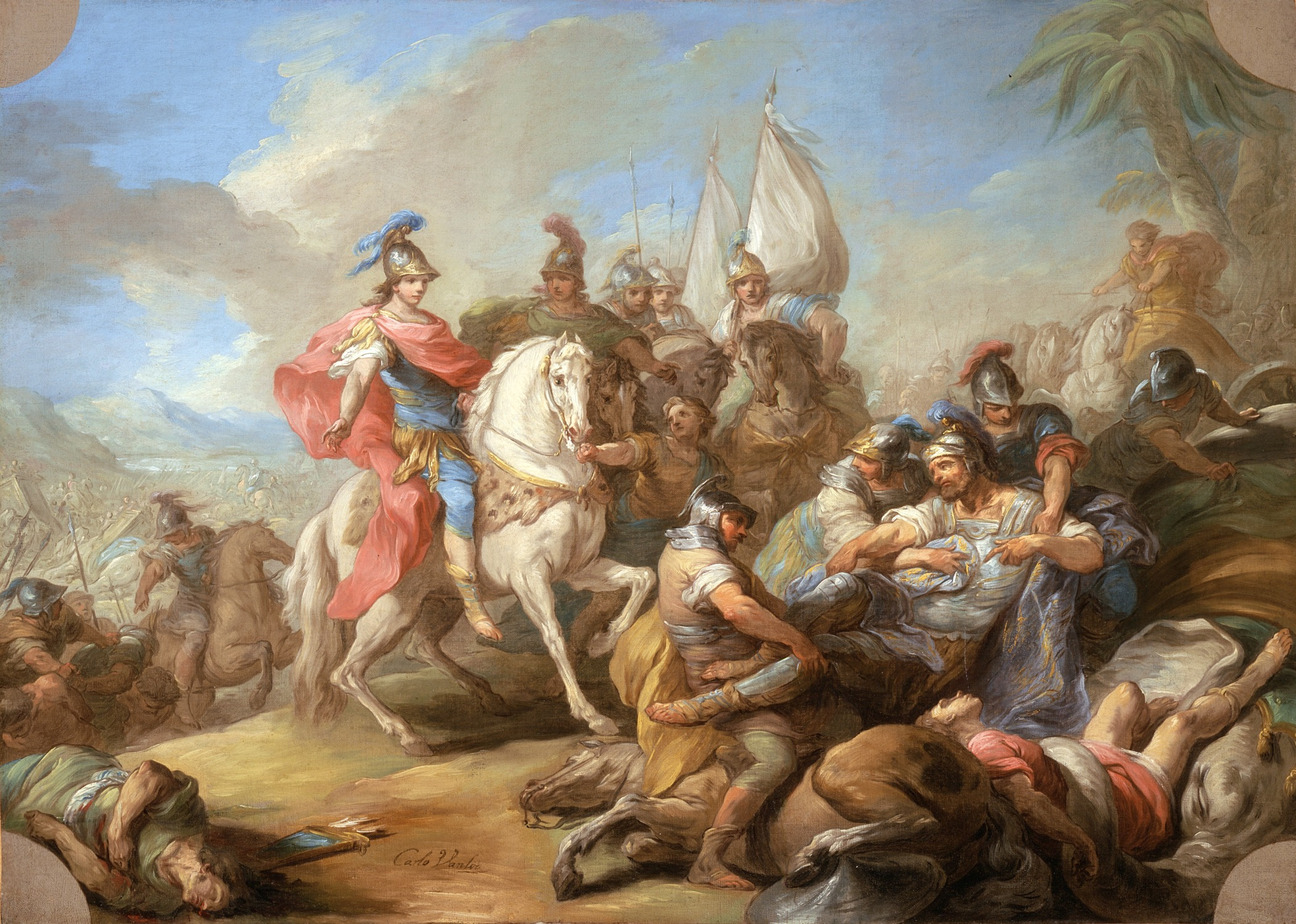
《알렉산더가 포루스를 상대로 거둔 승리》, 1738년경, 로스앤젤레스 카운티 미술관
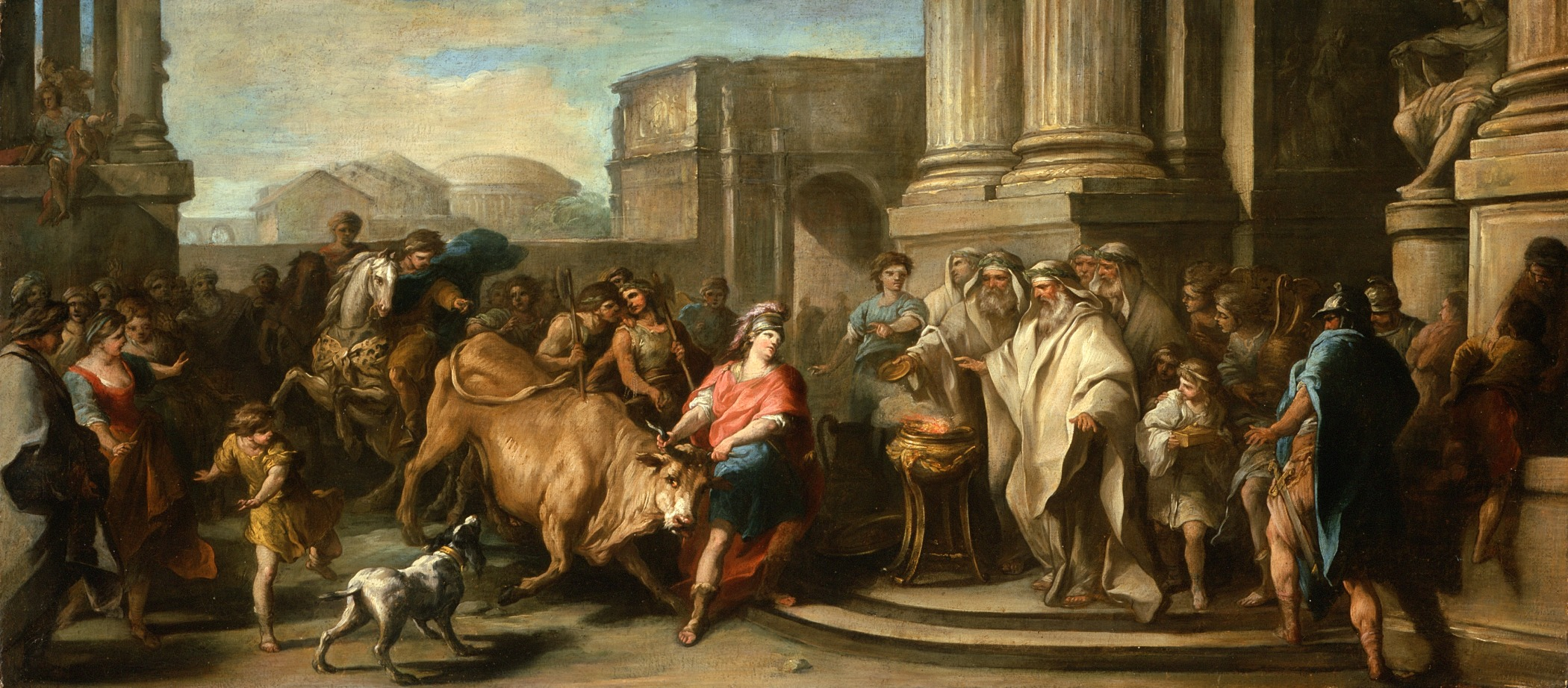
《마라톤의 황소를 길들이는 테세우스》, 1730년경, 로스앤젤레스 카운티 미술관
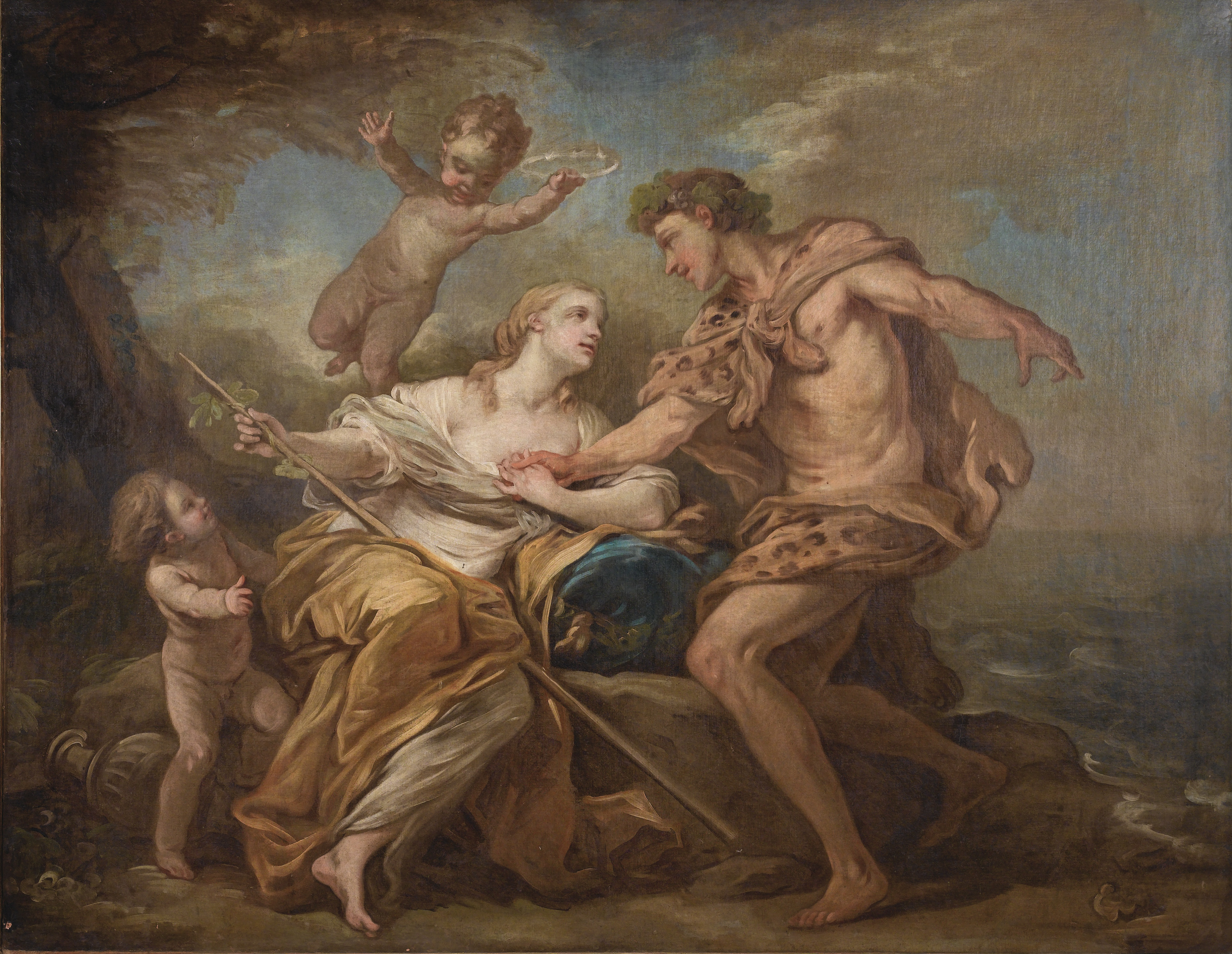
《바쿠스와 아리안》
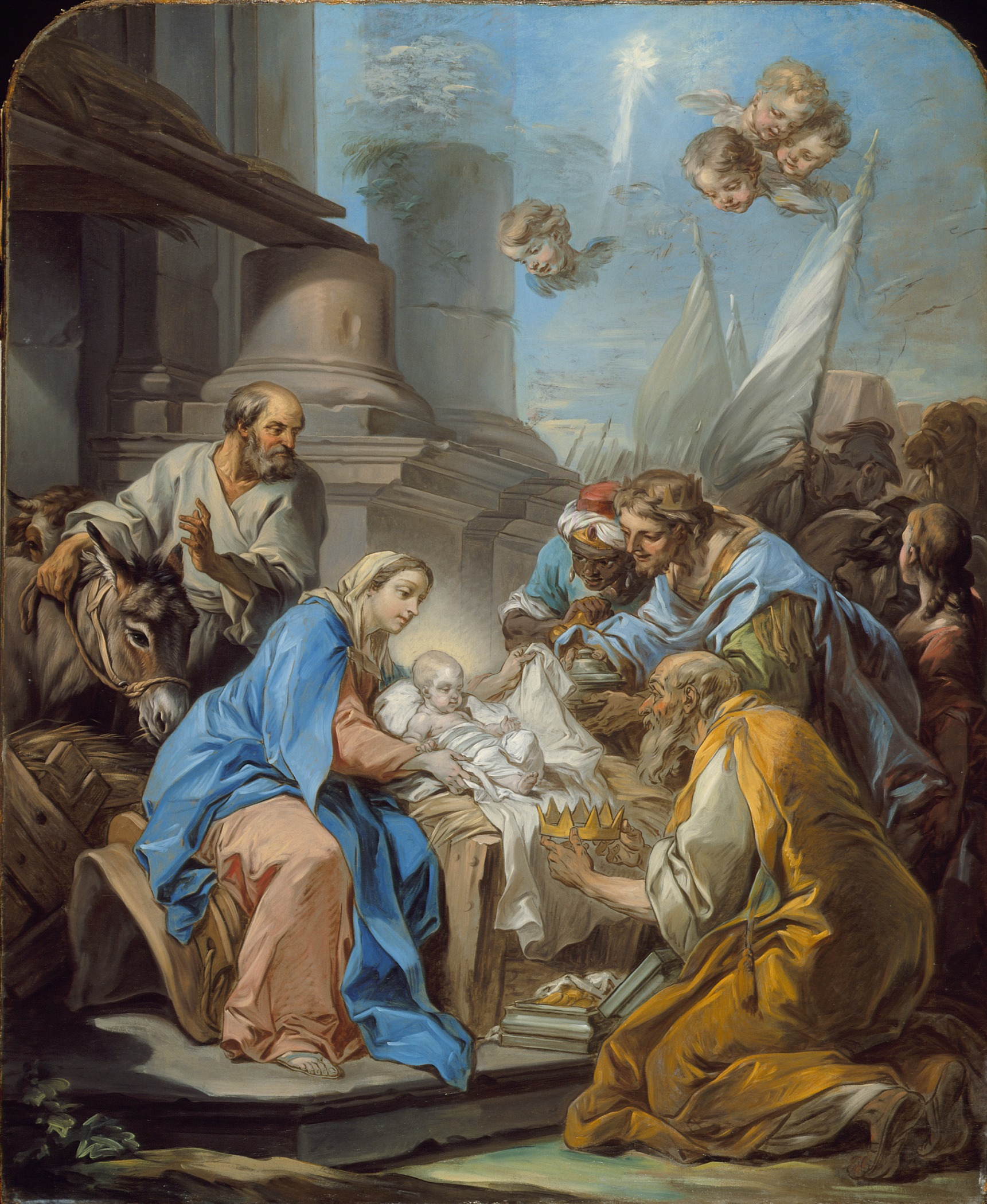
《동방박사의 예배》, 1760년경, 로스앤젤레스 카운티 미술관